# Sexisme

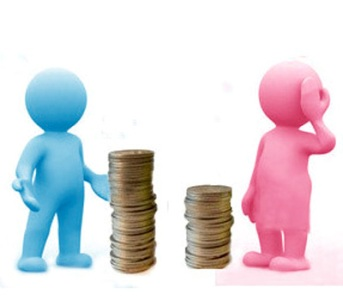
Un exemple de sexisme és la diferència salarial que cobren homes i dones per la mateixa feina

El sexisme és la discriminació basada en el sexe de la persona que la pateix. Són tipus de sexisme, per exemple, el masclisme i el micromasclisme, que discriminen les dones enfront dels homes, o també la discriminació de l'home enfront de la dona.
És un tipus de prejudici que altera l'objectivitat i impedeix apreciar les persones pels seus mèrits. Es pot referir a tres actituds subtilment diferents: pensar que un sexe és superior a l'altre; creure que hi ha grans diferències entre homes i dones i, per tant, han d'estar reflectides en la manera de comportar-se en societat, com el llenguatge, les actituds sexuals o la llei; o tenir aversió a les dones (misogínia) o als homes (misàndria).

Les conviccions sexistes són una mena d'essencialisme, que sosté que els individus poden ser entesos (i sovint jutjats) en termes de les característiques del grup a què pertanyen. En el cas del sexisme, el grup és el relatiu al sexe —home o dona—, tot assumint que tothom cau clarament en una de les dues categories.

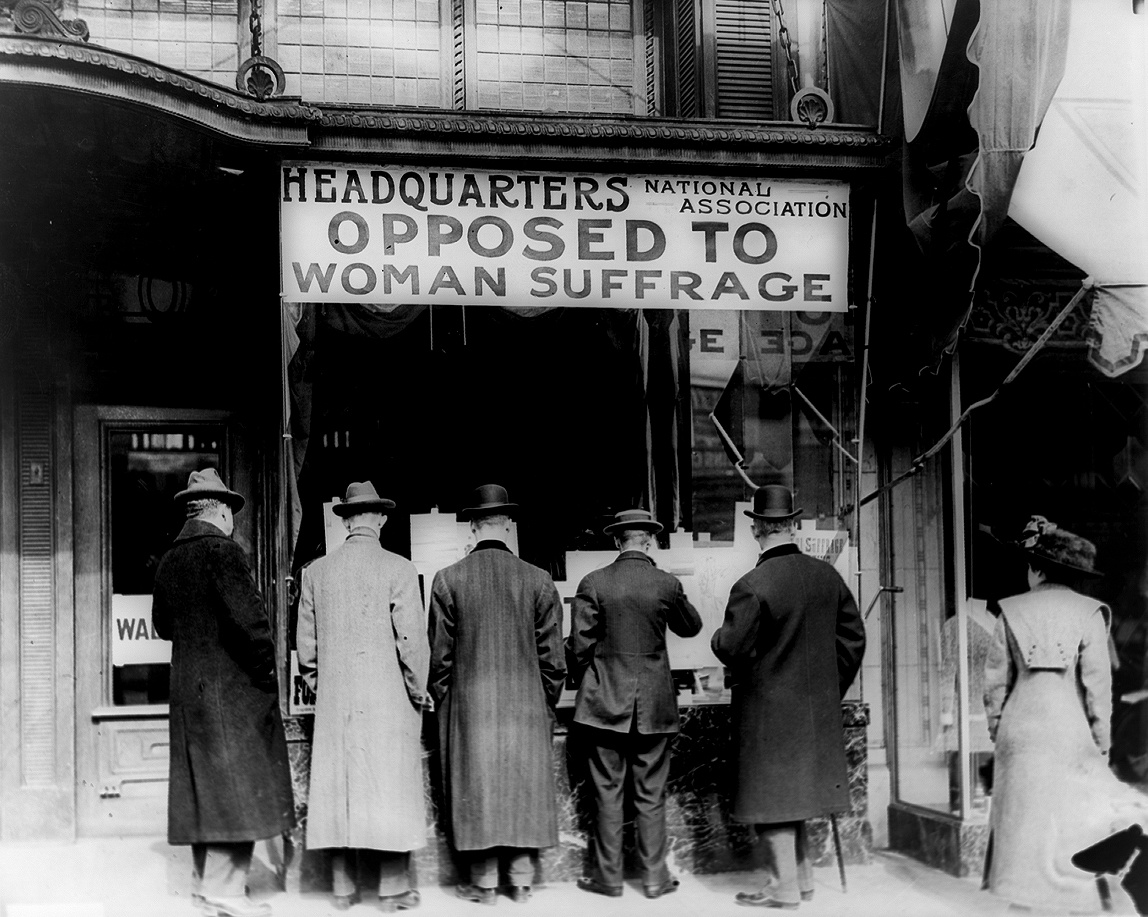
Cartell de la seu central de l'Associació Nacional de l'Oposició al Sufragi Femení

## Etimologia i definicions
Segons el jurista Fred R. Shapiro, el terme sexisme va ser encunyat probablement el 18 de novembre de 1965 per Pauline M. Leet durant un Fòrum d'estudiants i professorat al Franklin and Marshall College. Concretament, la paraula sexisme apareix a la contribució de Leet al fòrum Women and the Undergraduate, i la defineix comparant-la amb el racisme, afirmant en part: «Quan argumentes... que com que menys dones escriuen bona poesia, això justifica la seva exclusió total, estàs prenent una posició anàloga a la del racista; en aquest cas, et podria anomenar 'sexista'... Tant el racista com el sexista actuen com si tot el que ha passat no hagués passat mai, i tots dos prenen decisions i arriben a conclusions sobre el valor d'algú referint-se a factors que en ambdós casos són irrellevants».
Segons el Oxford English Dictionary, la primera vegada que el terme «sexisme» va aparèixer imprès va ser al discurs de Caroline Bird «On Being Born Female», pronunciat davant del Consell Executiu de l'Església Episcopal a Greenwich, Connecticut, i publicat posteriorment el 15 de novembre de 1968 a Vital Speeches of the Day (p. 6).
El sexisme es pot definir com una ideologia basada en la creença que un sexe és superior a un altre. És discriminació, prejudici o estereotip basat en el gènere, i s'expressa més sovint cap a les dones i les nenes.

## Història
En la literatura medieval la misogínia era un tòpic molt conreat, per exemple Jaume Roig en l'obra L'espill o Llibre de les dones. També l'actitud cavalleresca exalta i exagera la debilitat femenina.
La ciència, fins al segle xix, donava una explicació biològica sobre la pretesa inferioritat femenina, que feia que es considerés la discriminació com quelcom natural i n'impedia el canvi. La discriminació contra la dona ha estat present en la vida quotidiana i de manera legal fins que fa uns cent anys van començar a desaparèixer les barreres amb l'accés a l'educació universitària, a determinades professions, el dret a votar, etc.
Actualment en les societats occidentals el poder legislatiu té la voluntat explícita d'evitar el sexisme, però d'una manera privada encara són molts els que el segueixen practicant.

## Estereotips de gènere

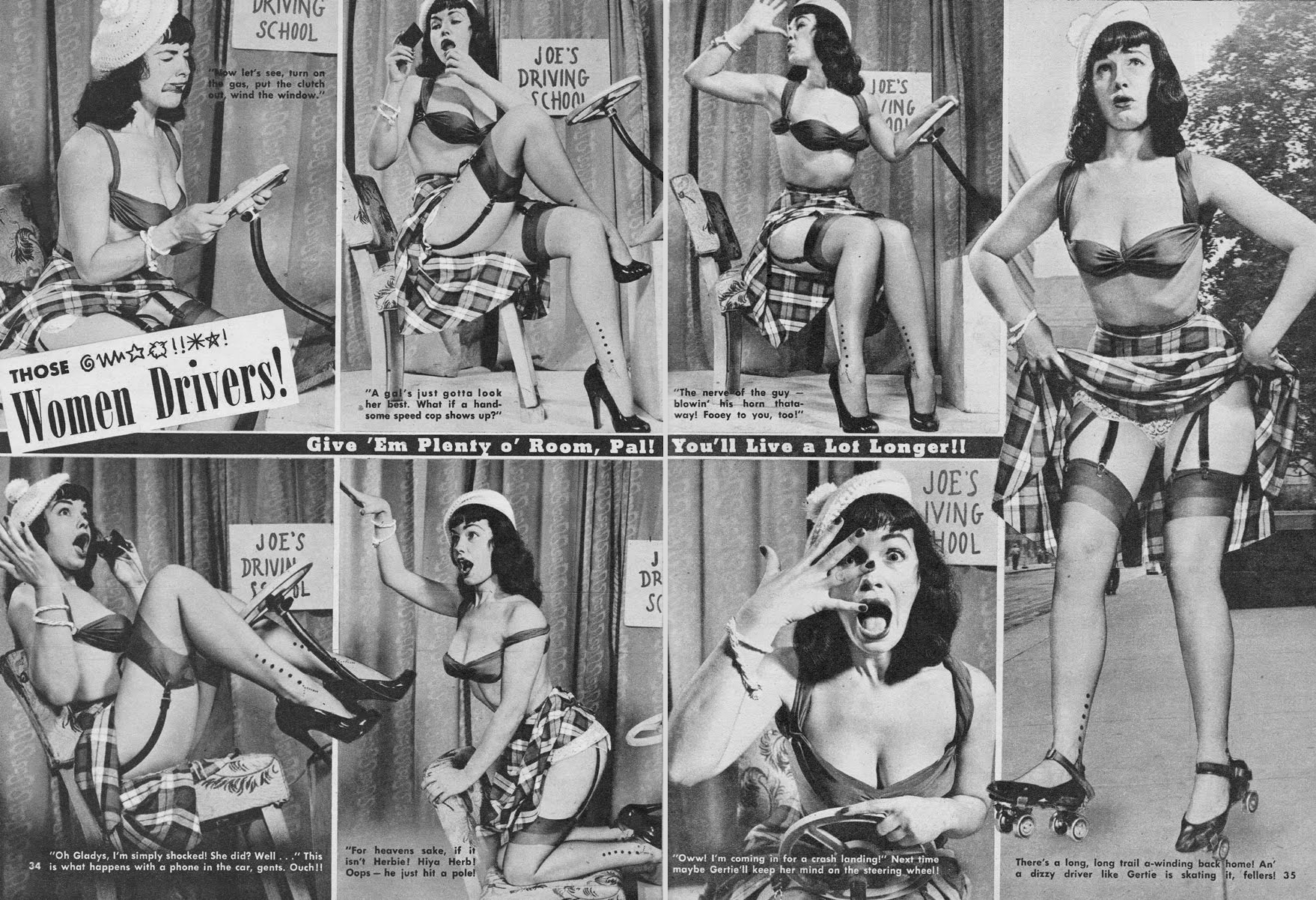
Bettie Page representa els estereotips sobre les dones conductores (1952)

Els estereotips de gènere són creences àmpliament acceptades sobre les característiques i el comportament de dones i homes. Els estudis empírics han trobat creences culturals àmpliament compartides que els homes són més valorats socialment i més competents que les dones en una sèrie d'activitats. Dustin B. Thoman et al. (2008) plantegen la hipòtesi que «[l]a prominència sociocultural de la capacitat enfront d'altres components de l'estereotip de gènere i matemàtica pot afectar les dones que persegueixen les matemàtiques». Mitjançant un experiment que compara els resultats matemàtics de les dones sota dos diversos components d'estereotips de gènere i matemàtica, que són l'habilitat de les matemàtiques i l'esforç en matemàtiques respectivament, aquests investigadors van trobar que el rendiment matemàtic de les dones és més probable que es vegi afectat per l'estereotip d'habilitats negatives, que està influenciat per creences socioculturals als Estats Units, en lloc del component d'esforç. Com a resultat d'aquest experiment i les creences socioculturals als Estats Units, Thoman i altres van concloure que els resultats acadèmics dels individus poden veure's afectats pel component estereotipat de gènere-matemàtica que està influenciat per les creences socioculturals.

## Llenguatge
El sexisme en el llenguatge existeix quan el llenguatge devalua als membres d'un cert gènere. El llenguatge sexista, en molts casos, promou la superioritat masculina. El sexisme en el llenguatge afecta la consciència, les percepcions de la realitat, la codificació i la transmissió dels significats culturals i la socialització. Els investigadors han assenyalat la regla semàntica en funcionament en el llenguatge de l'home com a norma general. Això resulta en sexisme quan l'home es converteix en l'estàndard i aquells que no són homes són relegats a l'inferior. El sexisme en el llenguatge es considera una forma de sexisme indirecte, ja que no sempre és obert.
Exemples inclouen: l'ús de termes masculins genèrics per a fer referència a un grup de gènere mixt; l'ús del pronom masculí singular com el predeterminat per a referir-se a una persona de gènere desconegut, i l'ús de marcadors de gènere innecessaris que impliquen per exemple que unes certes professions són per defecte d'un gènere.

### Llenguatge sexista i de gènere neutre
Diversos moviments feministes en el segle xx, des del feminisme liberal i el feminisme radical, també inclosos el feminisme postmodern i la teoria queer, tots han considerat el llenguatge en la seva teorització. La majoria d'aquestes teories han mantingut una postura crítica sobre el llenguatge que exigeix un canvi en la forma en què els parlants usen el seu llenguatge.
Una de les crides més comunes és per al llenguatge neutral de gènere. En el cas de la llengua anglesa no és intrínsecament sexista en el seu sistema lingüístic, sinó que la manera en què s'usa es converteix en llenguatge sexista i neutre en termes de gènere. Al mateix temps, altres crítiques oposades al sexisme en el llenguatge amb explicacions que el llenguatge és descriptiu, més que prescriptiu, i intenta controlar-lo, pot ser infructuós.
Les llengües romàniques com el francès i el castellà es poden veure com un reforçament del sexisme, en el sentit que la forma masculina és la forma predeterminada. La paraula mademoiselle, que significa 'senyoreta', va ser declarada desterrada de les formes administratives franceses el 2012 pel primer ministre François Fillon. La pressió actual requereix l'ús del pronom masculí plural com el predeterminat en un grup de sexe mixt per canviar. Pel que fa a l'espanyol, el Ministeri de l'Interior de Mèxic va publicar una guia sobre com reduir l'ús del llenguatge sexista.
Els parlants d'alemany també han plantejat preguntes sobre com el sexisme es creua amb la gramàtica. L'idioma alemany està molt flexionat per gènere, nombre i cas; gairebé tots els substantius que denoten les ocupacions o els estats dels éssers humans estan diferenciats per gènere. Per a construccions més neutres en termes de gènere, de vegades s'usen substantius de gerundi, ja que això elimina completament la distinció de gènere gramatical en plural, i la redueix significativament en singular.
En el cas de la llengua xinesa, alguns escriptors han assenyalat el sexisme inherent a l'estructura dels caràcters escrits. Per exemple, el caràcter per a l'home està vinculat a les qualitats positives, com ara el coratge i l'efecte, mentre que el caràcter per a l'esposa es compon d'una part femenina i una escombra considerada de baix valor.

#### Termes pejoratius específics de gènere
Els termes pejoratius específics de gènere intimiden o fan mal a una altra persona a causa del seu gènere. El sexisme es pot expressar en el llenguatge amb implicacions negatives orientades al gènere, com la condescendència. Per exemple, un pot referir-se a una dona com una «nena» en lloc d'una «dona», cosa que implica que estan subordinats o no estan completament madures. Altres exemples inclouen llenguatge obscè. Algunes paraules són ofensives per a les persones transgènere, com «transexual», «she-male» (ella-home, en anglès) o «he-she» (ell-ella en anglès). El mal ús intencional (assignar el gènere equivocat a algú) i el pronom "això" també es consideren pejoratius.

## Formes de discriminació
Les principals formes de discriminació sexista són: el rebuig, la infravaloració.l'agressió verbal o física, amenaces, la discriminació legal, la humiliació, el xantatge, la marginació o la discriminació a les xarxes socials

## Àmbits
El diferents àmbits en els que trobem la discriminació per gènere són:
- Alfabetització: la taxa d'analfabetització de les dones és major que la dels homes.[33]
- Laboral: és tota aquella discriminació que es produeix en el treball, ja sigui públic o privat. Aquesta discriminació es pot donar durant l'accés a la feina, a través de l'exigència i la valoració de determinats requisits, o un cop establerta la relació laboral
- Accés a locals i esdeveniments: molts cops, s'utilitza el dret d'admissió com a excusa per discriminar i prohibir l'entrada a locals d'oci o esdeveniments, a causa de l'estètica o l'orientació sexual
- Publicitat i mitjans audiovisuals: en aquest àmbit és molt habitual trobar-se actes discriminatoris, mitjançant els anuncis sexistes
- Legal: tot i que hi ha lleis que regulen els drets de la dona, encara falta que es porti a la pràctica mitjançant accions concretes, en algunes ocasions
- Cultural: la definició social que hi ha dels rols que han de complir els homes i les dones, deixa a les dones en una situació d'inferioritat.

## Assetjament per raó de sexe i assetjament sexual[calcitació]
Quan es parla d'assetjament per raó de sexe, es fa referència a qualsevol acció amb la finalitat d'intimidar i atemptar contra la integritat física i psíquica de la persona afectada, segons el seu sexe.
L'assetjament sexual consisteix a qualsevol comportament de caràcter sexual cap a una persona sense el seu consentiment. Inclou tot tipus de comportaments ofensius, verbals i/o físics, que fan referència al sexe, al contacte físic i a determinades característiques físiques de la persona.

## Llenguatge inclusiu i comunicació col·laborativa[calcitació]
El llenguatge és una eina de comunicació imprescindible pel desenvolupament de les relacions socials, tot i que, com molts altres aspectes socials i culturals, molts cops està condicionat pel gènere de les persones, i no és neutre. El llenguatge per sí sol no és sexista, però la societat li dona un ús que sí que ho és; parlem d'atribucions de qualitats diferents segons el sexe en perjudici de la dona. Per evitar-ho, cal impulsar un llenguatge inclusiu (professorat); de doble forma (professors i professores); i formes abreujades (professors/es).

## Normativa espanyola i catalana[calcitació]
A Espanya hi ha diferents lleis que regulen la discriminació per gènere en diferents àmbits:
- Llei Orgànica 1/2004, de 28 de desembre, de mesures de protecció integral contra la violència de gènere:  aquesta LO regula els aspectes preventius, educatius, socials, assistencials i d'atenció posterior a les víctimes de violència de gènere, i la normativa civil que incideix en l'àmbit familiar o de convivència. També estableix el principi de subsidiarietat de les administracions públiques, que és aquell principi que diu que un problema ha de ser resolt per l'autoritat més pròxima. A més, aborda la resposta punitiva d'aquests delictes.

- Llei Orgànica 3/2007, de 22 de març, per a la igualtat efectiva de dones i homes:  aquesta norma vetlla per la igualtat entre homes i dones des de la prevenció de conductes discriminatòries i amb la previsió de polítiques que puguin fer efectiu l'objectiu. Se centra, especialment, en les discriminacions derivades de la maternitat, l'assumpció d'obligacions familiars i l'estat civil.

- Llei 5/2008, de 24 d'abril, del dret de les dones a erradicar la violència masclista: aquesta Llei defineix el concepte de violència masclista, les formes d'exercir-la, els àmbits en el que es pot produir, com identificar-la i els instruments d'intervenció de les administracions públiques. També recull els mecanismes de coordinació de recursos i serveis públics per l'atenció, l'assistència, la protecció, la recuperació i la reparació de les dones víctimes de violència masclista.

- Llei 11/2004 per garantir els drets de les lesbianes, gais, bisexuals, transgèneres i intersexuals i per erradicar l'homofòbia, la bifòbia i la transfòbia: té com a objectiu el dret a la igualtat i a la no discriminació per motius d'orientació sexual i identitat o expressió de gènere. Per això,  aquesta llei:
  - estableix les condicions per garantir els drets de les persones lesbianes, gais, bisexuals, transgènere i intersexual
  - En facilita la participació i representació en tots els àmbits de la vida social
  - Promou la supressió estereotips que afecten la imatge de les persones LGTBI

- Llei 17/2015, del 21 de juliol, del Departament de la Presidència, d'igualtat efectiva de dones i homes: és una Llei del Parlament de Catalunya que té la finalitat de dur a terme polítiques i actuacions destinades a erradicar el fenomen de la desigualtat entre dones i homes.

## Mitjans de comunicació i publicitat sexista[calcitació]
Els mitjans de comunicació són eines de transmissió d'ideologia. Per tant, molts cops es segueixen compartint, de manera normalitzada, situacions de discriminació cap a les dones, a partir de missatges i representacions dels estereotips tant dels homes com de les dones.
Tot i que la publicitat del segle xxi ha canviat respecte a la de fa anys, actualment encara es veupropaganda que potencia els estereotips i rols de gènere i, fins i tot, que fomenta la violència de gènere.